# Liste der Biografien/Shay
Liste der Biografien |
Portal Biografien |
Personensuche
# |
A |
B |
C |
D |
E |
F |
G |
H |
I |
J |
K |
L |
M |
N |
O |
P |
Q |
R |
S |
T |
U |
V |
W |
X |
Y |
Z |
?
 
Sa |
Sb |
Sc |
Sd |
Se |
Sf |
Sg |
Sh |
Si |
Sj |
Sk |
Sl |
Sm |
Sn |
So |
Sp |
Sq |
Sr |
Ss |
St |
Su |
Sv |
Sw |
Sy |
Sz
 
Sha |
Shc |
She |
Shh |
Shi |
Shk |
Shl |
Shm |
Shn |
Sho |
Shp |
Shr |
Sht |
Shu |
Shv |
Shw |
Shy
 
Shaa |
Shab |
Shac |
Shad |
Shae |
Shaf |
Shag |
Shah |
Shai |
Shaj |
Shak |
Shal |
Sham |
Shan |
Shao |
Shap |
Shaq |
Shar |
Shas |
Shat |
Shau |
Shav |
Shaw |
Shax |
Shay |
Shaz
Die Liste der Biografien führt alle Personen auf, die in der deutschsprachigen Wikipedia einen Artikel haben. Dieses ist eine Teilliste mit 17 Einträgen von Personen, deren Namen mit den Buchstaben „Shay“ beginnt.

## Shay
- Shay, Gina (* 1972), US-amerikanische Filmproduzentin
- Shay, Jonathan (* 1941), US-amerikanischer Mediziner, Psychologe
- Shay, Ryan (1979–2007), US-amerikanischer Langstreckenläufer

### Shaye
- Shaye, Lin (* 1943), US-amerikanische Schauspielerin
- Shaye, Robert (* 1939), US-amerikanischer Unternehmer, Filmproduzent und Filmregisseur
- Shaye, Skyler (* 1986), US-amerikanische Schauspielerin
- Shayesteh, Faysal (* 1991), niederländischer Fußballspieler

### Shayi
- Shayimov, Orzubek (* 1987), usbekischer Boxer

### Shayk
- Shayk, Irina (* 1986), russisches ModelIrina Shayk (* 1986)

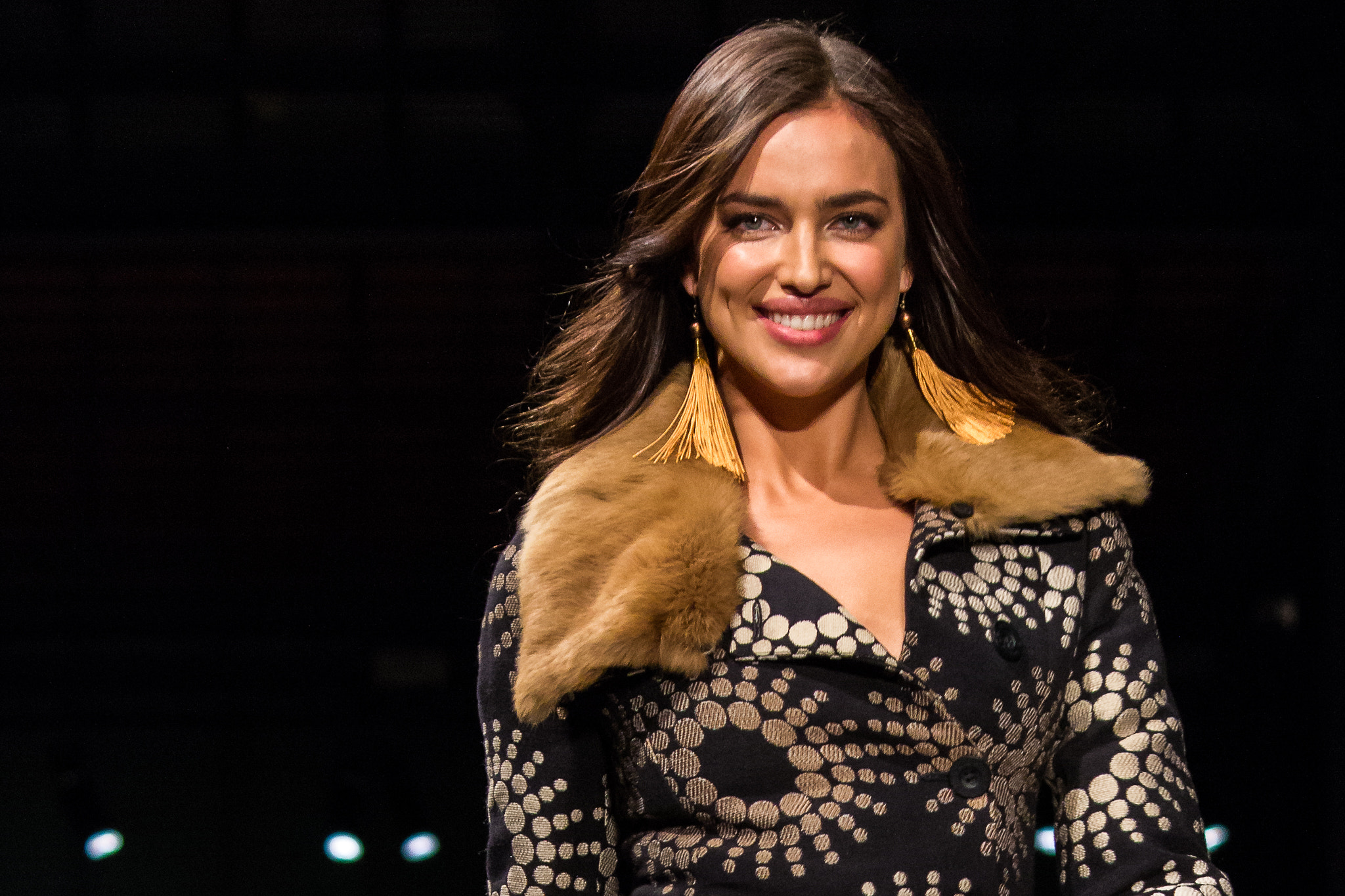
Irina Shayk (* 1986)

- Shaykh, Hanan al- (* 1945), libanesische Autorin und Feministin

### Shayn
- Shayne, Cari (* 1972), US-amerikanische Schauspielerin
- Shayne, Konstantin (1888–1974), russisch-amerikanischer Schauspieler
- Shayne, Ricky (1944–2024), libanesisch-französischer Schlagersänger

### Shayo
- Shayo, Alberto (* 1952), Arzt, Galerist und Sachbuchautor

### Shays
- Shays, Christopher (* 1945), US-amerikanischer Politiker
- Shays, Daniel († 1825), amerikanischer Soldat, Revolutionärer und Farmer

### Shayx
- Shayxzoda, Maqsud (1908–1967), sowjetisch-usbekischer Schriftsteller, Dichter und Dramatiker